# Нова Чорнушка
Нова Чорну́шка (рос. Новая Чернушка) — село в Якшур-Бодьїнському районі Удмуртії, Росія.
Населення — 588 осіб (2010; 515 в 2002).
Національний склад (2002):
- росіяни — 66 %

## Історія
Село засноване 1942 року у зв'язку з відкриттям торфопідприємства «Чорнушка-Вожойка». У 1950-их роках у селі було відкрито дільничну лікарню на 15 ліжок, 1979 року — дитячий садок. В грудні 2002 року при школі відкрито музей.

## Урбаноніми[4]
- вулиці — 1-а Нагірна, 2-а Нагірна, Джерельна, Квіткова, Ковальська, Лісова, Молодіжна, Паркова, Пісочна, Садова, Ставкова, Цегляна, Центральна, Шкільна